# USS 복서 (LHD-4)
USS 복서 (LHD-4)는 미국 해군 와스프급 강습상륙함이다.